# David Hubáček
David Hubáček (Zlín, 23 febbraio 1977) è un ex calciatore ceco, di ruolo difensore.

## Carriera

### Club
Dopo aver giocato nelle giovanili dello Svit Zlín, inizia la carriera nello Znojmo prima di tornare al Tescoma Zlín nel 1998 riesce a trovare il posto da titolare e giocare con continuità fino al 2005 giocando quasi 200 incontri tra Gambrinus Liga e Druhá Liga. Nel 2005 arriva allo Slavia Praga dove esordisce nella partita di Coppa UEFA contro il Cork City conclusasi 2-0 il 15 settembre 2005 a Praga. Ha vinto due campionati cechi nel 2008 e nel 2009. Il 1º settembre 2009 ha subito un infortunio che è durato circa un mese.

## Palmarès

### Club

#### Competizioni nazionali
- Campionato ceco: 2

Slavia Praga: 2007-2008, 2008-2009
- Coppa della Repubblica Ceca: 1

Fastav Zlín: 2016-2017